# Andy Harter
Andrew Charles Harter CBE FREng CEng FIET FBCS CITP FRSA (Yorkshire, Inglaterra, 5 de abril de 1961) é um cientista da computação britânico, mais conhecido como o fundador e CEO da RealVNC.

## Vida
Estudou matemática e ciência da computação na Universidade de Cambridge, onde estudou na graduação no Fitzwilliam College (Cambridge) e na pós-graduação no Corpus Christi College. Sua tese de doutorado, sob orientação de Andy Hopper, foi julgada a melhor tese em ciência da computação de 1990 do Reino Unido.

### Prêmios e honrarias
Em 2002 foi eleito fellow do Institution of Engineering and Technology (FIET). Em 2010 recebeu a Silver Medal da Royal Academy of Engineering em reconhecimento de uma contribuição notável e sustentável para a engenharia e comercialização de software e em 2013 liderou a equipe que ganhou o Prêmio MacRobert. Em 2011 foi eleito Fellow of the Royal Academy of Engineering (FREng). Em 2016 recebeu a Medalha Faraday.
Harter foi indicado Comendador da Ordem do Império Britânico (CBE) em 2017 por serviços para a engenharia. Apresentou a Turing Lecture em fevereiro de 2018, e tornou-se em março de 2018 High Sheriff of Cambridgeshire.